# Umundurowanie funkcjonariuszy Służby Celnej

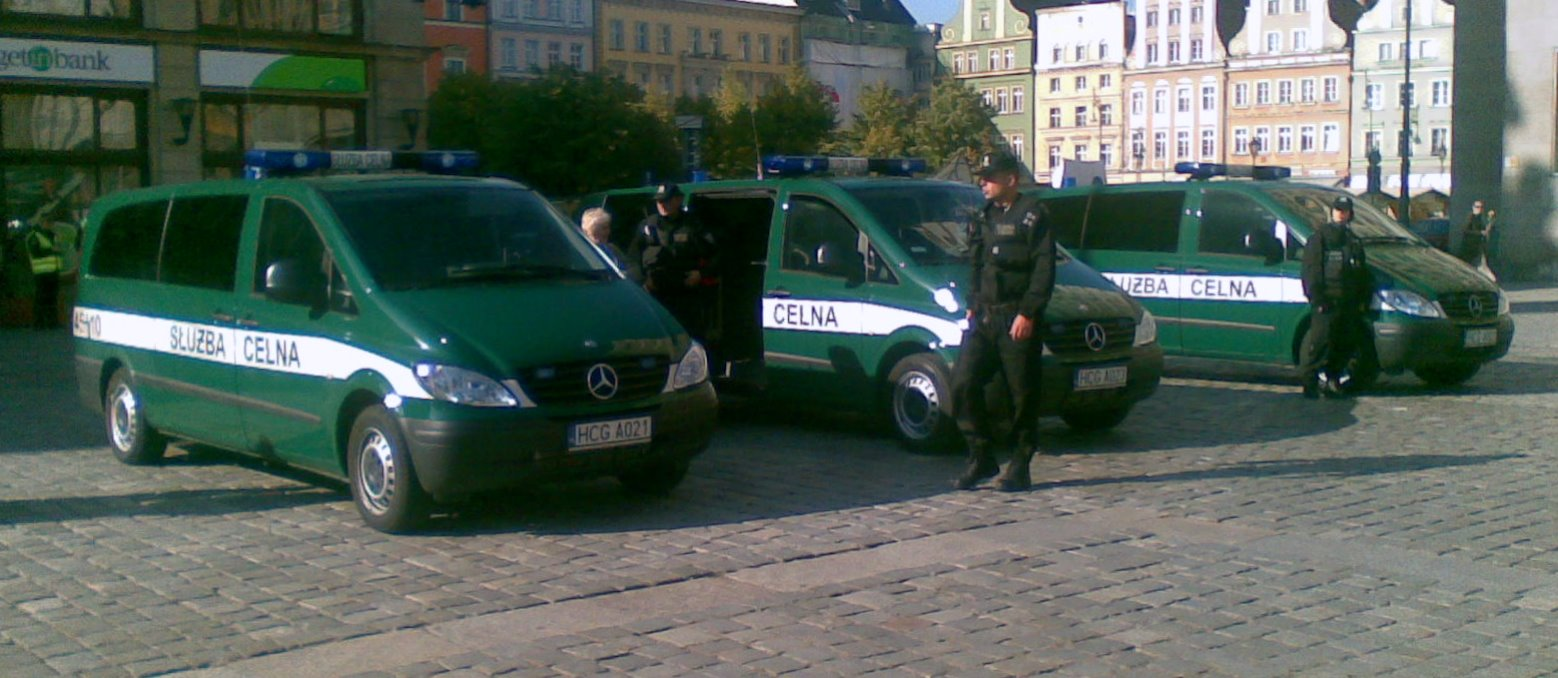
Funkcjonariusze grupy mobilnej w umundurowaniu na tle samochodów służbowych marki Mercedes-Benz Vito

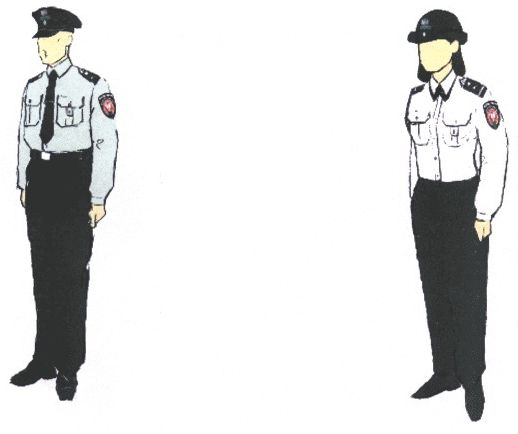
Funkcjonariusze celni w ubiorze służbowym

Umundurowanie funkcjonariuszy Służby Celnej – uniform przeznaczony dla funkcjonariuszy Służby Celnej. Ubiór służbowy jest koloru zielonego, koszula miętowa lub biała, krawat zielony.
Mundur funkcjonuje jako:
- nośnik kompetencji
- odzież ochronna.

Obecnie umundurowanie funkcjonariusza w Służbie Celnej składa się z następujących rodzajów ubiorów:
- służbowego;
- polowego;
- specjalnego.

## Emblematy

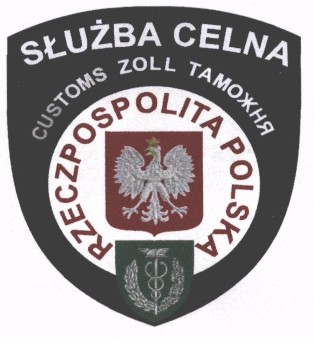
Emblemat Służby Celnej
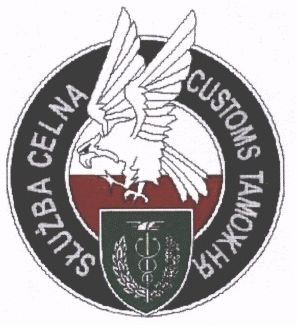
Emblemat Wydziału Zwalczania Przestępczości
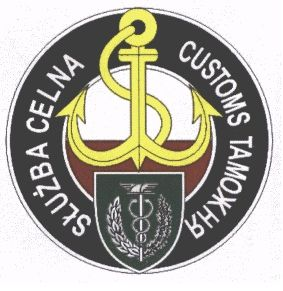
Emblemat funkcjonariusza jednostki pływającej
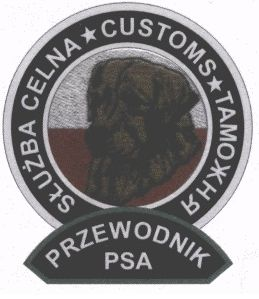
Emblemat przewodnika psa służbowego